# Bautista Garcet
Bautista Garcet Granell (Córdoba, 14 de febrero de 1899 - Córdoba, 28 de julio de 1936) fue un sindicalista y político español, miembro del Partido Comunista (PCE), diputado en el Congreso en la candidatura del Frente Popular en las elecciones de 1936. Fue fusilado en Córdoba por el bando sublevado.
Durante el fracasado golpe de Estado el 18 de julio de 1936 que dio lugar a la Guerra Civil, Garcet se encontraba en Córdoba, recién regresado de Madrid y fue detenido el mismo día de la sublevación, 18 de julio de 1936, al salir de su casa del barrio de Don Félix, se dirigía al Gobierno Civil para hablar con el gobernador porque había rumores de alzamiento y se decía que el gobernador había cambiado de bando. En esos momentos se creía que se trataba de un alzamiento de poca importancia.
Por el camino se sumó a una comitiva fúnebre ya que al preguntar por el muerto, resultó tratarse de un conocido. Al pasar por delante del cuartel de la guardia civil lo reconocieron y detuvieron. Fue fusilado en el cementerio de San Rafael el 28 de julio. El Batallón Bautista Garcet del ejército republicano fue nombrado en su honor.